# Джон Джексон
Джон Джексон (англ. John Jackson; 11 лютого 1887 — 9 грудня 1958) — шотландський астроном, член Лондонського королівського товариства (1938) та Південноафриканської королівського товариства, його президент у 1949.
Родився в Пейслі (Шотландія). У 1907 закінчив Університет Глазго, продовжував освіту в Триніті-коледжі Кембриджського університету. У 1914—1933 працював в Гринвіцькій обсерваторії, у 1933—1950 очолював обсерваторію на мисі Доброї Надії.
Наукові роботи відносяться до фотографічної астрометрії. Обробив та опублікував спостереження подвійних зірок, проведені в Гринвічі в 1893—1919, визначив орбіти багатьох подвійних систем. Спільно з X. Нокс-Шо обробив спостереження, виконані Т. Горнсбі в 1774—1798 в Редк-Ліффскій обсерваторії (Оксфорд), які були потім використані для перевірки точності сучасної системи фундаментальних зірок. У обсерваторії на мисі Доброї Надії керував програмами визначення положень і паралаксу зірок південного неба. У 1935—1950 опублікував паралакс близько 1600 зірок, сфотографував більшу частину майданчиків, в яких вимірювалися положення зірок. Отримав другі епохи для зірок у зонах від -40 до -52 і визначив власні рухи 41 000 зірок. Брав участь у трьох експедиціях Гринвіцької обсерваторії для спостереження повних сонячних затемнень (1927, 1929, 1932).
Президент Лондонського королівського астрономічного товариства (1953—1955).
Золота медаль Лондонського королівського астрономічного товариства (1952).